# Adam Hamryszczak
Adam Hamryszczak (ur. 7 lipca 1979 w Sandomierzu) – polski urzędnik państwowy, w latach 2015–2018 podsekretarz stanu w Ministerstwie Rozwoju, w latach 2018–2019 podsekretarz stanu w Ministerstwie Inwestycji i Rozwoju.

## Życiorys
Uzyskał tytuł licencjata w zakresie administracji na Wyższej Szkole Humanistyczno-Przyrodniczej w Sandomierzu, zaś magistra w tej dziedzinie na Wydziale Prawa i Administracji Uniwersytetu Marii Curie-Skłodowskiej w Lublinie. Ukończył studia magisterskie z prawa na Wydziale Prawa Uniwersytetu Rzeszowskiego. Był stypendystą Fundacji Edukacyjnej Przedsiębiorczości w Łodzi.
Pracował w Archiwum Państwowym w Rzeszowie, a od 2008 w podkarpackim Urzędzie Marszałkowskim. Był tam pracownikiem Departamentu Wspierania Przedsiębiorczości, następnie wicedyrektorem Departamentu Rozwoju Regionalnego i od lipca 2014 r. dyrektorem Departamentu Zarządzania Regionalnym Programem Operacyjnym na lata 2014–2015. 28 maja 2015 został powołany w skład Zespołu Zadaniowego ds. zintegrowanej polityki rozwoju Polski i Europy przy Komitecie Przestrzennego Zagospodarowania Kraju Polskiej Akademii Nauk.
30 listopada 2015 powołany na stanowisko podsekretarza stanu w Ministerstwie Rozwoju. 18 stycznia 2018 przeszedł na tożsame stanowisko w Ministerstwie Inwestycji i Rozwoju, odpowiedzialny był za programy regionalne i Polskę wschodnią. 4 czerwca 2019 zakończył pracę w ministerstwie
Żonaty, ojciec dwójki dzieci.